# Steve Smith (atletikudøver)
 For alternative betydninger, se Steve Smith. (Se også artikler, som begynder med Steve Smith)
Steve Smith (født 29. marts 1973 i Liverpool) er en engelsk tidligere højdespringer. Som 19-årig i 1992 tangerede han junior-verdensrekorden med 2,37 m, hvilket han aldrig senere overgik. Præstationen er fortsat britisk rekord. Indendørs lyder hans personlige rekord på 2,38 m.
Smith er tredobbelt britisk mester, og han har deltaget i adskillige internationale konkurrencer, hvor hans bedste resultat er er sølvmedalje fra EM i Helsingfors 1994 samt bronzemedaljer fra OL 1996 i Atlanta, VM i Stuttgart 1993 samt indendørs-VM i Toronto samme år.
| Atletikudøver | Spire Denne biografi om en atletikudøver er en spire som bør udbygges. Du er velkommen til at hjælpe Wikipedia ved at udvide den. |